# 6-Ethyl-2-toluidin
6-Ethyl-2-toluidin ist eine chemische Verbindung aus der Gruppe der Aminobenzole.

## Vorkommen
6-Ethyl-2-toluidin ist ein Metabolit der Herbizide Metolachlor, Diuron und Monuron.

## Gewinnung und Darstellung
6-Ethyl-2-toluidin kann durch Reaktion von o-Toluidin mit Ethen gewonnen werden.

## Eigenschaften
6-Ethyl-2-toluidin ist eine brennbare, schwer entzündbare, farblose bis gelbliche Flüssigkeit, die schwer löslich in Wasser ist.

## Verwendung
6-Ethyl-2-toluidin wird zur Herstellung von racemischen Estern von N-(2-Ethyl-6-methylphenyl)alanin (NEMPA) und anderen chemischen Verbindungen verwendet.